# Radiotelefonie
Radiotelefonia este o formă de radiocomunicație care constă în transmiterea prin unde electromagnetice neghidate, în benzi de frecvență special alocate, a unor informații sonore analogice, corespunzătoare în general convorbirilor telefonice. Pentru legături telefonice la distanțe mici și medii sunt utilizate undele metrice și centimetrice, iar pentru transmisiuni la distanțe foarte mari se folosesc undele decametrice.
Se folosește foarte des pentru comunicația maritimă.
Există două moduri principale de radiotelefonie:
- Radiotelefonia simplex - este caracterizată printr-o comunicare alternantă între cele două sensuri ale căii; ea poate fi realizată cu una sau două frecvențe purtăroare.
- Radiotelefonia duplex - este caracterizată printr-o comunicare simultană în ambele sensuri ale căii prin folosirea, de obicei, a două frecvențe purtătoare diferite.

Prin contrast, telefonia actuală cu sau fără fir se bazează în aproape toate formele ei pe transformarea semnalelor analogice inițiale în semnale digitale (numerice), transmiterea digitală codificată și refacerea semnalului sonor analogic la destinație.

## Vezi și
- Telegrafie
- Radio